# Gebochelde mantel
De gebochelde mantel (Talochlamys pusio, synoniem Crassadoma pusio) is een tweekleppigensoort uit de familie van de Pectinidae. De wetenschappelijke naam van de soort werd in 1758 voor het eerst geldig gepubliceerd door Carl Linnaeus.

## Beschrijving
De ongelijk scharnierende kleppen zijn tot 50 millimeter groot (hoog). Totdat het permanent is bevestigd en gecementeerd op een solide basis, is de behuizing eivormig met een relatief kleine umbonale vortex van 82 tot 90°. Tegen de tijd dat het cementeren begint, zijn de behuizingen 10 tot 20 millimeter groot (hoog). De rechterklep is iets meer gewelfd dan de linkerklep. De voorste oren zijn groter en langer dan de achterste oren. Het vooroor van de rechter flap heeft een diepe gleuf voor de byssus. Het ctenolium is goed ontwikkeld. Na het cementeren op de vaste ondergrond groeit de behuizing onregelmatig door. 

## Verspreiding
Het verspreidingsgebied van de gebochelde mantel reikt van Noorwegen en IJsland tot Noord-Afrika en de Middellandse Zee. Deze soort komt voor in het getijverschil tot ongeveer 100 meter waterdiepte (volgens Fritz Nordsieck tot 2285 meter waterdiepte). Juveniele dieren maken zich eerst met byssusdraden op harde substraten vast. Later wordt de rechterklep vastgelijmd aan de vaste grond en wordt de byssusverbinding losgemaakt.